# Giuseppe Sartori
Giuseppe Sartori (* 1. November 1868 in Lonigo; † 21. Januar 1937 in Bologna) war ein italienischer Elektrotechniker.
Giuseppe Sartori studierte ab 1885 am Polytechnikum von Mailand und erlangte 1890 das Doktorat. Er war Professor für Elektrotechnik an der Universität Bologna. 1919 wurde er Präsident der Associazione elettrotecnica italiana (A.E.I.). Von 1935 bis 1937 war er Dekan der Fakultät für Ingenieurwissenschaften.